# Julian Bigelow
Pour les articles homonymes, voir Bigelow.
Julian Bigelow (né le 19 mars 1913, mort le 17 février 2003) est un pionnier de l'ingénierie informatique.

## Biographie
Diplômé en ingénierie électrique et en mathématiques du Massachusetts Institute of Technology, il assiste Norbert Wiener dans ses recherches sur le contrôle autonome des missiles anti-aériens pendant la Seconde Guerre mondiale.
Il travaille avec Norbert Wiener et Arturo Rosenblueth sur un des articles fondateurs de la cybernétique et de la téléologie moderne, intitulé Behavior, Purpose and Teleology, publié en 1943. Cet article explique comment mécanique, biologie et système électronique peuvent interagir. Il mène à la formation de la Société téléologique, et aux conférences Macy. Bigelow était un membre actif de ces deux organisations.
John von Neumann lui propose la conception du tout premier ordinateur à l'Institute for Advanced Study de Princeton, et il en devient l'ingénieur principal en 1946 sur les recommandations de Wiener. La primauté de cet ordinateur appelé « IAS », sur l'ENIAC est défendue par Dyson (1997) mais von Neumann ne l'a pas breveté.